# 帕尔马隆哈

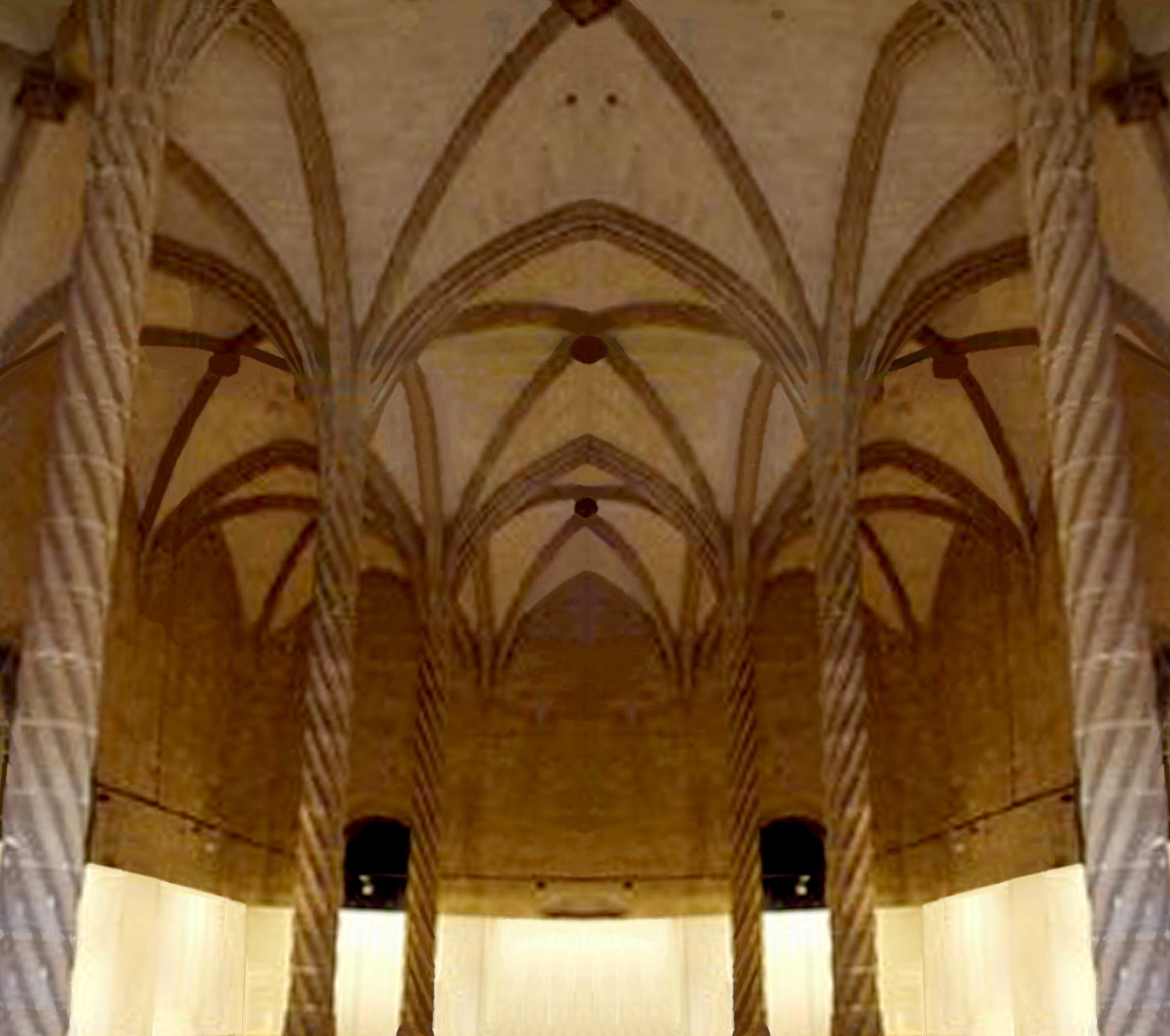

帕尔马隆哈（西班牙语：Lonja de Palma de Mallorca）是西班牙马略卡岛帕尔马的一座哥特式建筑的杰作，由吉列姆·萨格雷拉（Guillem Sagrera）建于1420年至1452年间，是商学院的所在地。

## 内部

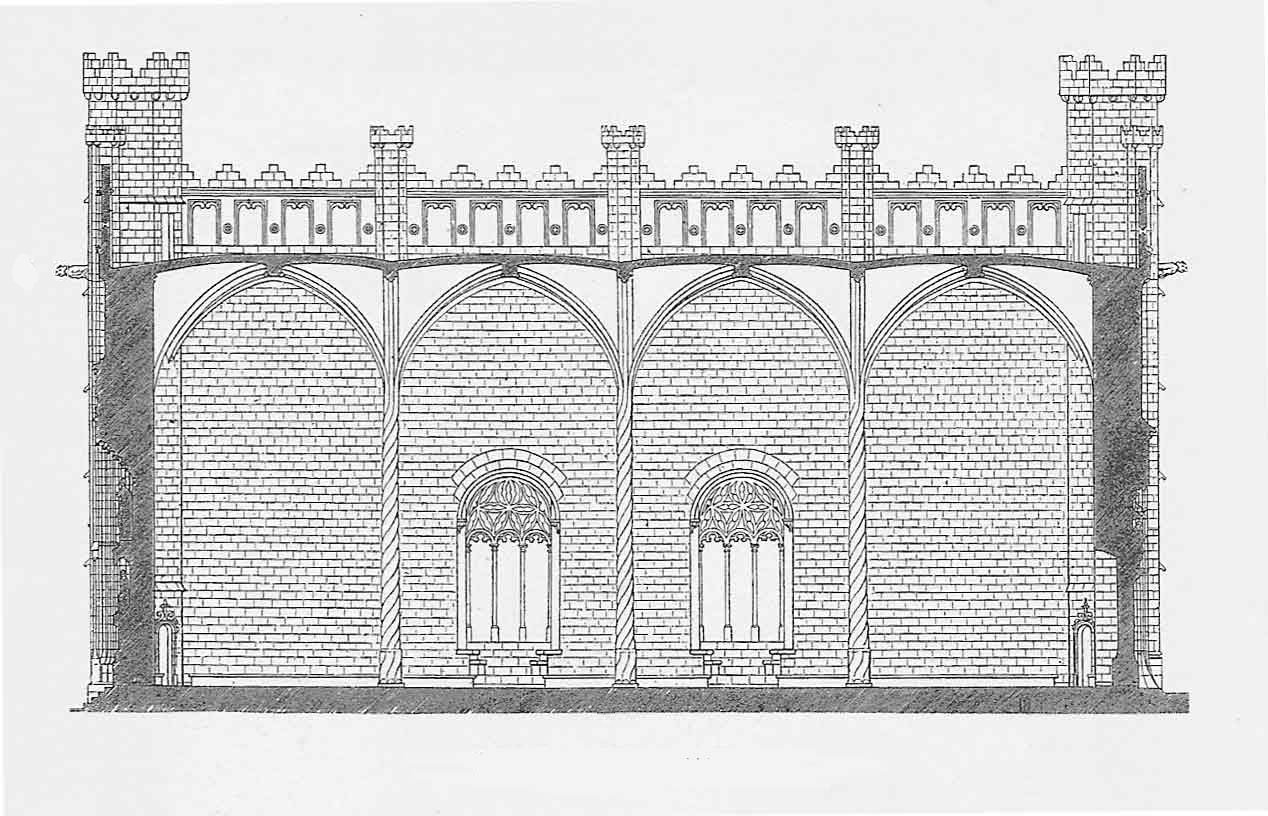

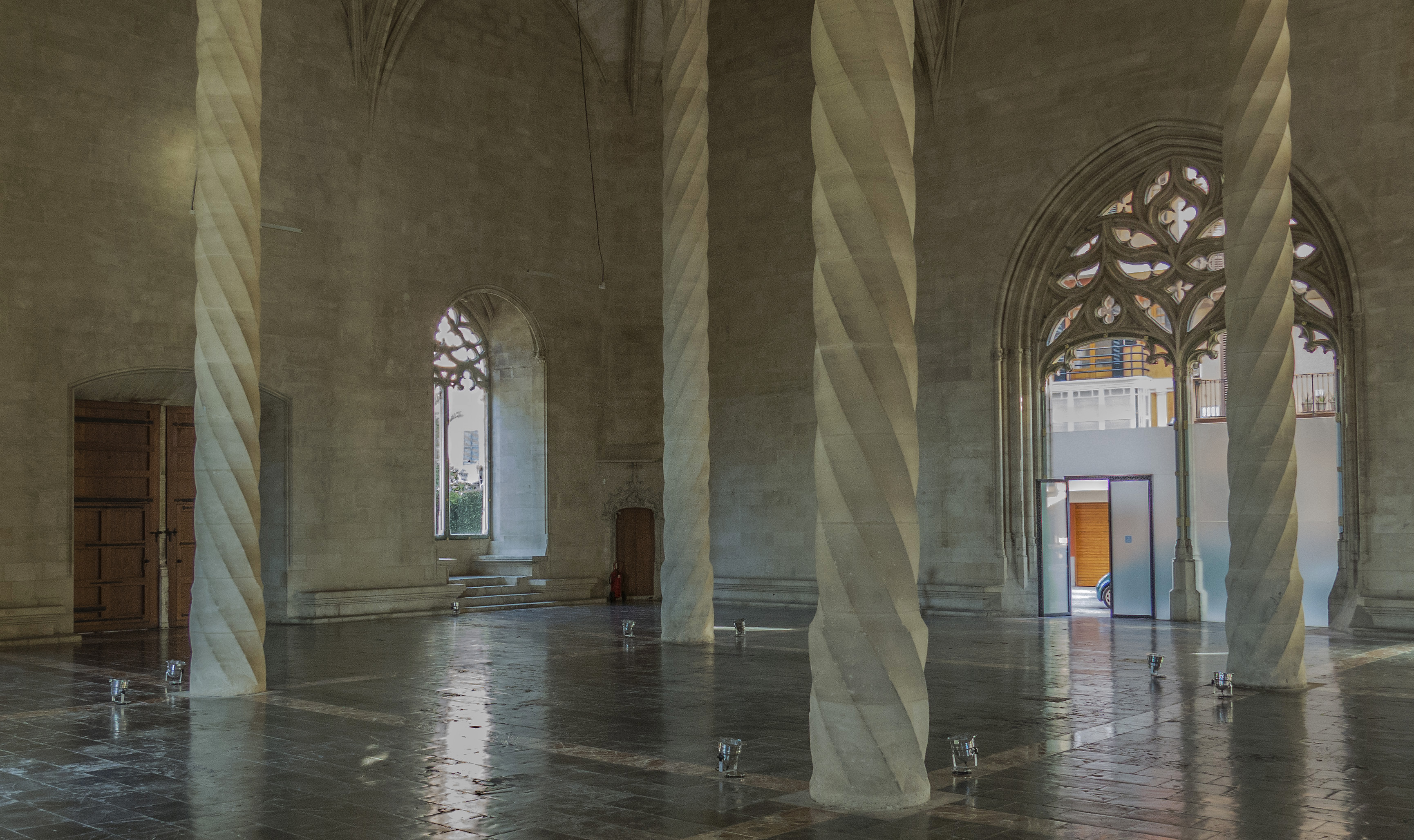

交易所的内部由四个相同高度的中殿组成，由六个没有柱头的螺旋柱隔开，后来为瓦倫西亞絲綢交易廳和那不勒斯的新堡（由同一作者所建）所模仿，不过它们都受到了建于14世纪上半叶的巴伦西亚圣多明我修道院的启发。
拱门的肋骨直接嵌入墙壁，如同一作者的作品帕尔马主教座堂和那不勒斯新堡。中央有阿拉贡王冠的纹章，两侧有马略卡市的徽章，均为彩色和金色。在侧立面上有四个大窗户。每个角落的拱门上，装饰着传道者的形象。从这些门，有螺旋楼梯可以上到露台。
该建筑公布为西班牙文化遗产，编号 RI-51-0000409。